# Vicko Krstulović
Vicko Krstulović, hrvaški politik in general, * 27. april 1905, Split, † 28. september 1988, Split.

## Življenjepis
Pred vojno je bil delavec v ladjedelnici. Leta 1922 je postal član KPJ in bil vodja SKOJ v Dalmaciji, politični sekretar PK KPJ za Dalmacijo, član CK KPH in CK KPJ. Večkrat je bil zaprt, a leta 1929 obsojen na dve leti zapora. 
Bil je eden od organizatorjev NOVJ v Dalmaciji; med vojno je bil poveljnik Četrte operativne cone, 9. divizije, sekretar Oblastnega komiteja KPH za Dalmacijo, član sekretariata CK KPH, poslanec AVNOJ in ZAVNOH,...
Po vojni je bil minister za notranje zadeve Hrvaške, zvezni minister, predsednik Predsedništva Sabora, član SIV,... Do leta 1963 je bil član vseh poslanskih zborov na republiški in zvezni ravni, ter član CK ZKH in CK ZKJ. 

## Odlikovanja
- red narodnega heroja
- red ljudske osvoboditve
- red bratstva in enotnosti